# Бегас
Бе́гас (кат. Begues, вимова літературною каталанською [bέɣəs]) — муніципалітет, розташований в Автономній області Каталонія, в Іспанії. Код муніципалітету за номенклатурою Інституту статистики Каталонії — 80207. Знаходиться у районі (кумарці) Баш-Любрагат (коди району — 11 та BT) провінції Барселона, згідно з новою адміністративною реформою перебуватиме у складі баґарії (округи) Барселона.

## Назва муніципалітету
Назва муніципалітету походить, можливо, від баск. ibai — «річка», що розвинулося у дороманське *ibaica «земля поблизу річки», далі у vega та begues.

## Населення
Населення міста (у 2023 р.) становить 7432 особи (з них менше 14 років — 21,7 %, від 15 до 64 — 69,5 %, понад 65 років — 8,8 %). У 2006 р. народжуваність склала 66 осіб, смертність — 28 осіб, зареєстровано 28 шлюбів. У 2001 р. активне населення становило 2.552 особи, з них безробітних — 177 осіб.

Серед осіб, які проживали на території міста у 2001 р., 3.675 народилися в Каталонії (з них 1.301 особа у тому самому районі, або кумарці), 811 осіб приїхало з інших областей Іспанії, а 211 осіб приїхало з-за кордону. 

Вищу освіту має 19,7 % усього населення. 

У 2001 р. нараховувалося 1.541 домогосподарство (з них 13,7 % складалися з однієї особи, 23 % з двох осіб,23,6 % з 3 осіб, 29,2 % з 4 осіб, 7,8 % з 5 осіб, 1,6 % з 6 осіб, 0,8 % з 7 осіб, 0,3 % з 8 осіб і 0,1 % з 9 і більше осіб).

Активне населення міста у 2001 р. працювало у таких сферах діяльності: у сільському господарстві — 1,5 %, у промисловості — 19,9 %, на будівництві — 9,9 % і у сфері обслуговування — 68,7 %. 

 У муніципалітеті або у власному районі (кумарці) працює 977 осіб, поза районом — 1.658 осіб.

### Безробіття
У 2007 р. нараховувалося 139 безробітних (у 2006 р. — 130 безробітних), з них чоловіки становили 35,3 %, а жінки — 64,7 %.

## Економіка

### Підприємства міста

#### Промислові підприємства
| \| Промислові підприємства міста, за сферою діяльності \| Промислові підприємства міста, за сферою діяльності \| Промислові підприємства міста, за сферою діяльності \| \| Рік \| 2002 р. \| 2001 р. \| \| --------------------------------------------------- \| --------------------------------------------------- \| --------------------------------------------------- \| \| Енергетичні та водні ресурси \| 11,5 % \| 13 % \| \| Хімія та метали \| 3,8 % \| 4,3 % \| \| Переробка металів \| 53,8 % \| 52,2 % \| \| Продукти харчування \| 3,8 % \| 4,3 % \| \| Текстиль \| 0 % \| 0 % \| \| Виробництво меблів, видання \| 19,2 % \| 17,4 % \| \| Інше \| 7,7 % \| 8,7 % \| \| Усього підприємств \| 26 \| 23 \| |         |         |
| Промислові підприємства міста, за сферою діяльності |         |         |
| Рік | 2002 р. | 2001 р. |
| Енергетичні та водні ресурси | 11,5 %  | 13 %    |
| Хімія та метали | 3,8 %   | 4,3 %   |
| Переробка металів | 53,8 %  | 52,2 %  |
| Продукти харчування | 3,8 %   | 4,3 %   |
| Текстиль | 0 %     | 0 %     |
| Виробництво меблів, видання | 19,2 %  | 17,4 %  |
| Інше | 7,7 %   | 8,7 %   |
| Усього підприємств | 26      | 23      |

#### Роздрібна торгівля
| \| Підприємства роздрібної торгівлі міста, за сферою діяльності \| Підприємства роздрібної торгівлі міста, за сферою діяльності \| Підприємства роздрібної торгівлі міста, за сферою діяльності \| \| Рік \| 2002 р. \| 2001 р. \| \| ------------------------------------------------------------ \| ------------------------------------------------------------ \| ------------------------------------------------------------ \| \| Продукти харчування \| 32,7 % \| 32 % \| \| Одяг та взуття \| 16,3 % \| 18 % \| \| Товари для дому \| 12,2 % \| 10 % \| \| Книги та періодичні видання \| 4,1 % \| 2 % \| \| Промислова хімічна продукція \| 8,2 % \| 8 % \| \| Продукція, пов'язана з транспортними засобами \| 2 % \| 4 % \| \| Інше \| 24,5 % \| 26 % \| \| Усього підприємств \| 49 \| 50 \| |         |         |
| Підприємства роздрібної торгівлі міста, за сферою діяльності |         |         |
| Рік | 2002 р. | 2001 р. |
| Продукти харчування | 32,7 %  | 32 %    |
| Одяг та взуття | 16,3 %  | 18 %    |
| Товари для дому | 12,2 %  | 10 %    |
| Книги та періодичні видання | 4,1 %   | 2 %     |
| Промислова хімічна продукція | 8,2 %   | 8 %     |
| Продукція, пов'язана з транспортними засобами | 2 %     | 4 %     |
| Інше | 24,5 %  | 26 %    |
| Усього підприємств | 49      | 50      |

#### Сфера послуг
| \| Підприємства міста, що працюють у сфері послуг, за діяльністю \| Підприємства міста, що працюють у сфері послуг, за діяльністю \| Підприємства міста, що працюють у сфері послуг, за діяльністю \| \| Рік \| 2002 р. \| 2001 р. \| \| ------------------------------------------------------------- \| ------------------------------------------------------------- \| ------------------------------------------------------------- \| \| Гуртова торгівля \| 5,5 % \| 6 % \| \| Готелі та готельний бізнес \| 13,3 % \| 13,3 % \| \| Транспорт та зв'язок \| 22,4 % \| 22 % \| \| Посередницькі фінансові послуги \| 1,8 % \| 2 % \| \| Послуги підприємствам \| 6,7 % \| 5,3 % \| \| Послуги фізичним особам \| 27,9 % \| 28 % \| \| Нерухомість та ін. \| 22,4 % \| 23,3 % \| \| Усього підприємств \| 165 \| 150 \| |         |         |
| Підприємства міста, що працюють у сфері послуг, за діяльністю |         |         |
| Рік | 2002 р. | 2001 р. |
| Гуртова торгівля | 5,5 %   | 6 %     |
| Готелі та готельний бізнес | 13,3 %  | 13,3 %  |
| Транспорт та зв'язок | 22,4 %  | 22 %    |
| Посередницькі фінансові послуги | 1,8 %   | 2 %     |
| Послуги підприємствам | 6,7 %   | 5,3 %   |
| Послуги фізичним особам | 27,9 %  | 28 %    |
| Нерухомість та ін. | 22,4 %  | 23,3 %  |
| Усього підприємств | 165     | 150     |

## Житловий фонд
У 2001 р. 1,5 % усіх родин (домогосподарств) мали житло метражем до 59 м², 18,3 % — від 60 до 89 м², 33,7 % — від 90 до 119 м² і
46,5 % — понад 120 м².

З усіх будівель у 2001 р. 52,6 % було одноповерховими, 41 % — двоповерховими, 5,8 % — триповерховими, 0,5 % — чотириповерховими, 0 % — п'ятиповерховими, 0 % — шестиповерховими,
0,1 % — семиповерховими, 0,1 % — з вісьмома та більше поверхами.

## Автопарк
| \| Автомобілі, зареєстровані у місті, за призначенням \| Автомобілі, зареєстровані у місті, за призначенням \| Автомобілі, зареєстровані у місті, за призначенням \| \| Рік \| 2006 р. \| 2005 р. \| \| -------------------------------------------------- \| -------------------------------------------------- \| -------------------------------------------------- \| \| Приватні автомобілі \| 65,9 % \| 66,6 % \| \| Мотоцикли \| 14,2 % \| 13,2 % \| \| Вантажівки \| 16 % \| 16,5 % \| \| Трактори \| 0,3 % \| 0,3 % \| \| Автобуси та ін. \| 3,6 % \| 3,4 % \| \| Усього автомобілів \| 4.438 шт. \| 4.199 шт. \| |           |           |
| Автомобілі, зареєстровані у місті, за призначенням |           |           |
| Рік | 2006 р.   | 2005 р.   |
| Приватні автомобілі | 65,9 %    | 66,6 %    |
| Мотоцикли | 14,2 %    | 13,2 %    |
| Вантажівки | 16 %      | 16,5 %    |
| Трактори | 0,3 %     | 0,3 %     |
| Автобуси та ін. | 3,6 %     | 3,4 %     |
| Усього автомобілів | 4.438 шт. | 4.199 шт. |

## Вживання каталанської мови
У 2001 р. каталанську мову у місті розуміли 97,9 % усього населення (у 1996 р. — 98,5 %), вміли говорити нею 85,5 % (у 1996 р. — 87,1 %), вміли читати 84,8 % (у 1996 р. — 81,7 %), вміли писати 57,3 % (у 1996 р. — 52,6 %). Не розуміли каталанської мови 2,1 %.

## Політичні уподобання
У виборах до Парламенту Каталонії у 2006 р. взяло участь 2.555 осіб (у 2003 р. — 2.619 осіб). Голоси за політичні сили розподілилися таким чином:
| \| Вибори до Парламенту Каталонії \| Вибори до Парламенту Каталонії \| Вибори до Парламенту Каталонії \| \| Рік \| 2006 р. \| 2003 р. \| \| -------------------------------------- \| ------------------------------ \| ------------------------------ \| \| Конвергенція та Єднання (CiU) \| 37,1 % \| 35,2 % \| \| Соціалістична партія Каталонії (PSC) \| 19,6 % \| 22,9 % \| \| Народна партія (PP) \| 9,2 % \| 10,5 % \| \| Ініціатива за Каталонію — Зелені (ICV) \| 11,8 % \| 8 % \| \| Республіканська лівиця Каталонії (ERC) \| 16,4 % \| 22 % \| \| Громадяни — Громадянська партія (C's) \| 4,3 % \| 0 % \| \| Інші \| 1,6 % \| 1,5 % \| |         |         |
| Вибори до Парламенту Каталонії |         |         |
| Рік | 2006 р. | 2003 р. |
| Конвергенція та Єднання (CiU) | 37,1 %  | 35,2 %  |
| Соціалістична партія Каталонії (PSC) | 19,6 %  | 22,9 %  |
| Народна партія (PP) | 9,2 %   | 10,5 %  |
| Ініціатива за Каталонію — Зелені (ICV) | 11,8 %  | 8 %     |
| Республіканська лівиця Каталонії (ERC) | 16,4 %  | 22 %    |
| Громадяни — Громадянська партія (C's) | 4,3 %   | 0 %     |
| Інші | 1,6 %   | 1,5 %   |

У муніципальних виборах у 2007 р. взяло участь 2.443 особи (у 2003 р. — 2.599 осіб). Голоси за політичні сили розподілилися таким чином:
| \| Муніципальні вибори \| Муніципальні вибори \| Муніципальні вибори \| \| Рік \| 2007 р. \| 2003 р. \| \| -------------------------------------- \| ------------------- \| ------------------- \| \| Конвергенція та Єднання (CiU) \| 17,8 % \| 17,4 % \| \| Соціалістична партія Каталонії (PSC) \| 8,8 % \| 9 % \| \| Народна партія (PP) \| 8,8 % \| 3,9 % \| \| Ініціатива за Каталонію — Зелені (ICV) \| 26,3 % \| 18,7 % \| \| Республіканська лівиця Каталонії (ERC) \| 14,1 % \| 11,5 % \| \| Громадяни — Громадянська партія (C's) \| 0 % \| 0 % \| \| Інші \| 24,1 % \| 39,6 % \| |         |         |
| Муніципальні вибори |         |         |
| Рік | 2007 р. | 2003 р. |
| Конвергенція та Єднання (CiU) | 17,8 %  | 17,4 %  |
| Соціалістична партія Каталонії (PSC) | 8,8 %   | 9 %     |
| Народна партія (PP) | 8,8 %   | 3,9 %   |
| Ініціатива за Каталонію — Зелені (ICV) | 26,3 %  | 18,7 %  |
| Республіканська лівиця Каталонії (ERC) | 14,1 %  | 11,5 %  |
| Громадяни — Громадянська партія (C's) | 0 %     | 0 %     |
| Інші | 24,1 %  | 39,6 %  |